# Cacajao hosomi
Cacajao hosomi е вид бозайник от семейство Сакови (Pitheciidae). Видът е световно застрашен, със статут Уязвим.

## Разпространение
Разпространен е в Бразилия и Венецуела.